# Чернігівський науковий часопис
«Чернігівський науковий часопис» [Архівовано 4 грудня 2018 у Wayback Machine.] — наукове електронне видання, ISSN 2223-1633.
Журнал був заснований Чернігівським національним технологічним університетом в 2016, успадкувавши права журналу «Чернігівський науковий часопис» Чернігівського державного інституту економіки і управління.

## Реєстрація
Наукове фахове видання «Чернігівський науковий часопис» включено до «Переліку наукових фахових видань України», в яких можуть публікуватися результати дисертаційних робіт на здобуття наукових ступенів доктора і кандидата наук з економіки (Наказ Міністерства освіти і науки України № 261 від 06.03.2015 р.)

## Мета
Журнал публікує наукові статті, які висвітлюють актуальні проблеми розвитку сучасної економіки, функціонування та розвитку підприємств різних форм власності, інвестиційно-інноваційної діяльності, підвищення конкурентоспроможності національної економіки, регіонального розвитку. Статті журналу містять інформацію, де обговорюються найбільш актуальні проблеми сучасного економічного розвитку та результати фундаментальних досліджень у різних галузях знань економіки і управління. Журнал адресований  науковим працівникам, викладачам, аспірантам, студентам та практикам.
Журнал має періодичність видання 2 рази на рік. Видається трьома мовами: українська, російська та англійська.

## Наукометрика
Журнал зареєстровано, реферується та індексується в наступних міжнародних наукометричних базах даних, репозитаріях та пошукових системах:
- ResearchBib [Архівовано 25 лютого 2017 у Wayback Machine.];
- Google Scholar [Архівовано 31 березня 2017 у Wayback Machine.];
- РІНЦ;
- Index Copernicus [Архівовано 31 березня 2017 у Wayback Machine.];
- Українська науково-освітня телекомунікаційна мережа УРАН [Архівовано 31 березня 2017 у Wayback Machine.];
- BASE
- WorldCat;
- Національна бібліотека України імені В. І. Вернадського